# Dana Hobzová
Dana Hobzová (20. června 1947 Třebíč – 21. srpna 1968 Ulánbátar) byla česká zpěvačka.

## Biografie
Dana Hobzová se narodila v roce 1947 v Třebíči, v dětství navštěvovala divadelní a recitační kroužek v Borovině. V roce 1962 nastoupila na někdejší Střední všeobecnou vzdělávací školu (pozdější Gymnázium Třebíč), v tu dobu také začala zpívat s místní big beatovou skupinou Teenagers. V roce 1966 se zúčastnila talentové soutěže, kde ji objevil Karel Duba. Roku 1967 pak začala zpívat v jeho skupině. Se skupinou Karla Duby se začala zúčastňovat zahraničních zájezdů v tehdejších západním i východním bloku. V roce 1967 také spolu s Josefem Lauferem natočila píseň Kousek tebe, která byla interpretací I Got You Babe.
Zemřela předčasně při nehodě autobusu v Mongolsku, zemřela jako jedna z cestujících, dalšími oběťmi byli Karel Duba, Jaroslav Štrudl, Josef Poslední, Bohumil Vaněk a Marie Pokšteflová.
Byla vdaná za hudebníka Otu Jahna.

## Diskografie
- I Got You Babe / … (Josef Laufer), Supraphon-Artia, 1967
- Kousek tebe / Maria (Josef Laufer), 1967
- My Love / Bang Bang, Supraphon-Artia, 1967
- Verše ti psát / Za pomoci měsíce (Josef Zíma), Supraphon, 1967[7]